# San Pietro in Lama
San Pietro in Lama (Sampiètru ti l'ìrmici in dialetto salentino) è un comune italiano di 3 336 abitanti della provincia di Lecce in Puglia.
È situato nel Salento centro-settentrionale ed è uno dei comuni della prima cintura della città di Lecce dal cui centro dista circa 6 chilometri.

## Geografia fisica

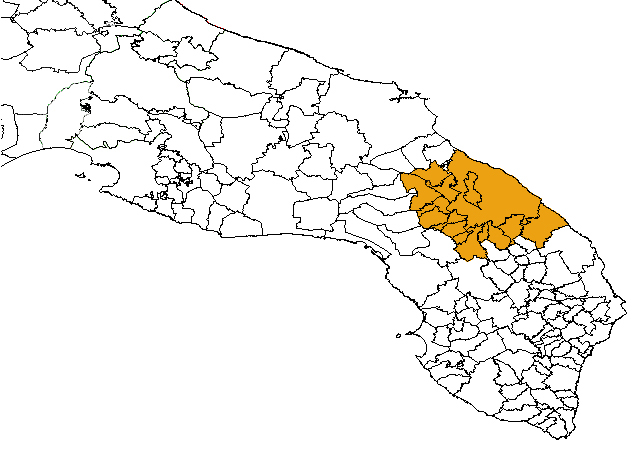
Valle della Cupa

### Territorio
Il territorio del comune di San Pietro in Lama, che occupa una superficie di 7,93 km² nella zona mediana della penisola salentina, è caratterizzato da una morfologia pianeggiante; risulta compreso tra i 33 e i 50 metri sul livello del mare. È situato nella Valle della Cupa, ovvero in quella porzione di pianura, intorno al capoluogo leccese, caratterizzata da una vasta area di depressione naturale del terreno. Il comune è attraversato dalla Strada statale 101 Salentina di Gallipoli che collega Lecce a Gallipoli e che divide l'abitato con il centro urbano di Lequile.
Confina a nord-ovest con il comune di Monteroni di Lecce, a nord, a est e a sud con il comune di Lequile, a sud-ovest con il comune di Copertino.
- Classificazione sismica: zona 4 (sismicità molto bassa), Ordinanza PCM n. 3274 del 20/03/2003

### Clima
Dal punto di vista meteorologico San Pietro in Lama rientra nel territorio del Salento meridionale che presenta un clima prettamente mediterraneo, con inverni miti ed estati caldo umide. In base alle medie di riferimento, la temperatura media del mese più freddo, gennaio, si attesta attorno ai +9 °C, mentre quella del mese più caldo, agosto, si aggira sui +25,1 °C. Le precipitazioni medie annue, che si aggirano intorno ai 676 mm, presentano un minimo in primavera-estate ed un picco in autunno-inverno.
Facendo riferimento alla ventosità, i comuni del Salento meridionale risentono debolmente delle correnti occidentali grazie alla protezione determinata dalle serre salentine che creano un sistema a scudo. Al contrario le correnti autunnali e invernali da Sud-Est, favoriscono in parte l'incremento delle precipitazioni, in questo periodo, rispetto al resto della penisola.
| San Pietro in Lama         | Mesi | Mesi | Mesi | Mesi | Mesi | Mesi | Mesi | Mesi | Mesi | Mesi | Mesi | Mesi | Stagioni | Stagioni | Stagioni | Stagioni | Anno |
| San Pietro in Lama         | Gen  | Feb  | Mar  | Apr  | Mag  | Giu  | Lug  | Ago  | Set  | Ott  | Nov  | Dic  | Inv      | Pri      | Est      | Aut      | Anno |
| -------------------------- | ---- | ---- | ---- | ---- | ---- | ---- | ---- | ---- | ---- | ---- | ---- | ---- | -------- | -------- | -------- | -------- | ---- |
| T. max. media (°C)         | 12,4 | 13,0 | 14,8 | 18,1 | 22,6 | 27,0 | 29,8 | 30,0 | 26,4 | 21,7 | 17,4 | 14,1 | 13,2     | 18,5     | 28,9     | 21,8     | 20,6 |
| T. min. media (°C)         | 5,6  | 5,8  | 7,3  | 9,6  | 13,3 | 17,2 | 19,8 | 20,1 | 17,4 | 13,7 | 10,1 | 7,3  | 6,2      | 10,1     | 19,0     | 13,7     | 12,3 |
| Precipitazioni (mm)        | 80   | 60   | 70   | 40   | 29   | 21   | 14   | 21   | 53   | 96   | 109  | 83   | 223      | 139      | 56       | 258      | 676  |
| Umidità relativa media (%) | 79,0 | 78,9 | 78,6 | 77,8 | 75,7 | 71,1 | 68,4 | 70,2 | 75,4 | 79,3 | 80,8 | 80,4 | 79,4     | 77,4     | 69,9     | 78,5     | 76,3 |

- Classificazione climatica di San Pietro in Lama:[7]
  - Zona climatica: C
  - Gradi giorno: 1111

## Origini del nome
Il toponimo è legato alla leggenda secondo la quale l'apostolo Pietro, diretto a Roma nel 43 d.C., per evitare l'allora pagana Lecce, passò in una zona acquitrinosa che nel dialetto locale era denominata ''lama''.
In alcune antiche carte geografiche il casale viene anche segnalato con il nome di San Pietro de l'imbrici per via della presenza di artigiani che lavoravano la terracotta e l'argilla con la produzione di tegole (imbrici in gergo locale).
Dal 1816 al 1865 il comune fu ufficialmente denominato Lama.

## Storia
A pochi chilometri, nella località di Rugge si trovano i resti di un antico centro di epoca messapica e romana identificato con la città di Rudiae, patria del poeta latino Quinto Ennio. Probabilmente il nucleo abitato di San Pietro sorge lungo il tracciato di antiche strade che collegavano Lecce con Copertino e la città di Rudiae con Porto Cesareo (Portus Sasinae).
Le prime notizie documentate risalgono al XII secolo quando il casale di San Pietro in Lama faceva parte delle terre governate dal normanno Roberto il Guiscardo, il quale cedette il casale alla Mensa Vescovile di Lecce che conservò il feudo fino alla data di eversione della feudalità. Nel XV secolo il paese era costituito da sole 38 famiglie, concentrate in un'unica via (l'attuale via XX Settembre) ed intorno alla chiesa di Sant'Antonio. La maggior parte degli abitanti dell'epoca erano contadini e artigiani, questi ultimi in prevalenza cutumari, cioè lavoratori di creta.
Il centro abitato quindi si sviluppò fino a raggiungere il migliaio di abitanti nel XVI secolo. Nel 1695 fu demolita la vecchia chiesa matrice, poi ricostruita nel 1715; a partire dalla seconda metà del XVII secolo vennero inoltre costruite diverse nuove chiese: la chiesa della Croce (1655), la chiesa di Sant'Antonio (1682) e la chiesa di San Pasquale Baylon (1748). In un dipinto tardo-seicentesco, conservato nella chiesa della Croce e raffigurante Santa Irene, alle spalle della santa è riprodotto il centro abitato con la cappella di San Nicola, oggi scomparsa, e la vecchia chiesa matrice non ancora demolita.
A partire dagli anni sessanta ad oggi, l'abitato si è sviluppato intorno al centro storico con nuovi cinque rioni:
- Rione 167A
- Rione 167B
- Rione Lotti
- Rione Paladini (ricadente nei limiti territoriali del comune di Lequile)
- Rione Sant'Anna

### Simboli
Lo stemma e il gonfalone sono stati concessi con decreto del presidente della Repubblica del 16 aprile 1976.
Profilo araldico dello stemma:
Profilo araldico del gonfalone:

## Monumenti e luoghi d'interesse

### Architetture religiose

#### Chiesa di Maria Santissima Assunta
La chiesa madre di Maria Santissima Assunta venne costruita tra la fine del XVII e l'inizio del XVIII secolo al posto della precedente parrocchiale cinquecentesca. Il campanile  invece, fu portato a termine più tardi, nel 1753.

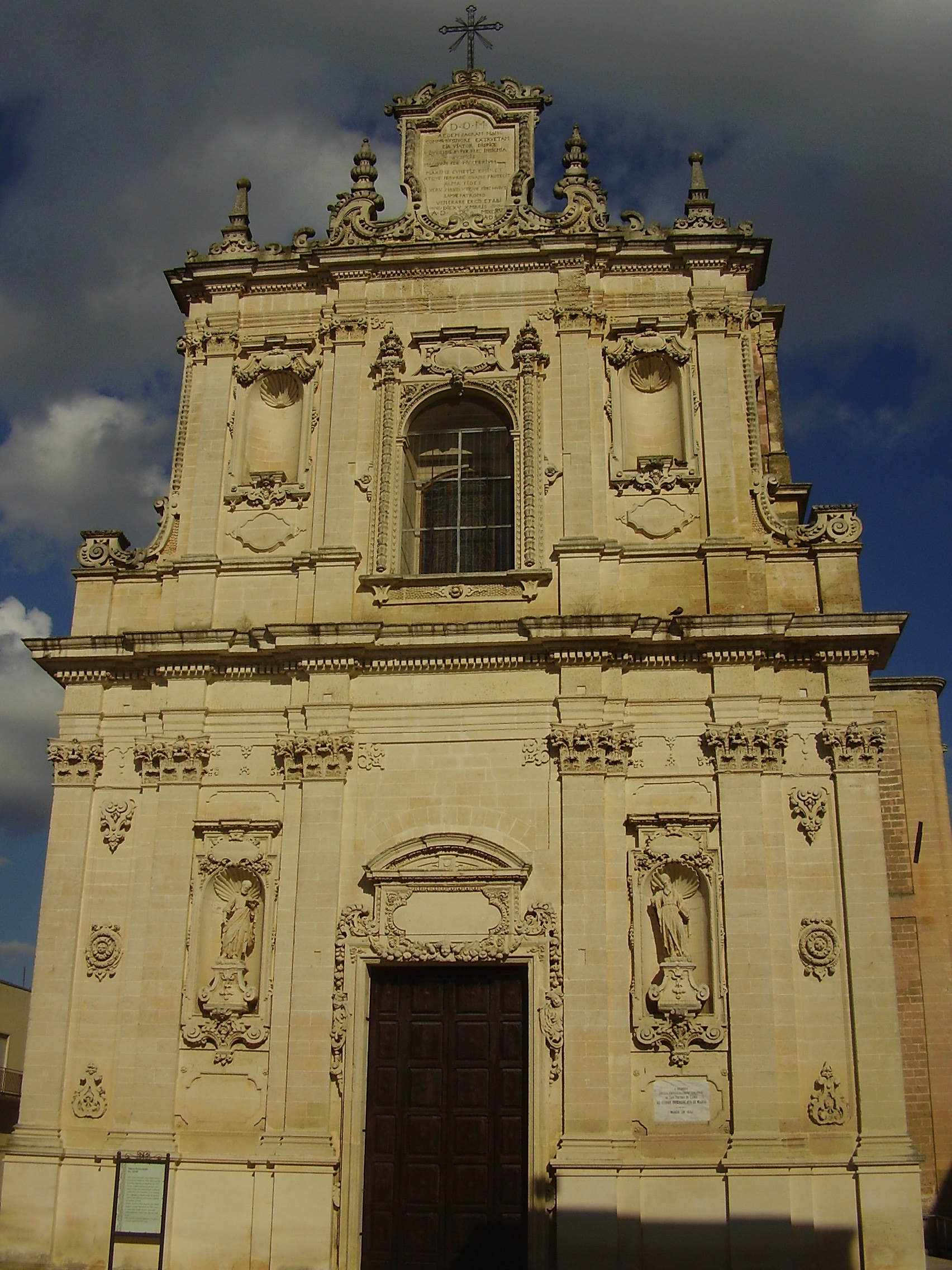
La chiesa Mmdre

#### Chiesa di Santa Maria della Croce
La chiesa di Santa Maria della Croce fu ricostruita nel 1655. Presenta una semplice facciata a capanna, priva di elementi architettonici, inquadrata da due alte paraste. L'interno, ad aula unica, conserva un affresco cinquecentesco raffigurante la Vergine col Bambino posto al centro dell'altare maggiore. Ai lati dell'altare sono collocate due tele della metà del XVII secolo raffiguranti San Vito e San Michele Arcangelo. È inoltre presente una tela di fine Seicento con Santa Irene che protegge Lecce e il casale di San Pietro. Nel 1750, intorno all'edificio, furono realizzati quattro ambienti per l'alloggio dei pellegrini.

#### Chiesa di Sant'Antonio Abate
La chiesa di Sant'Antonio Abate è la più antica chiesa di San Pietro in Lama. Fu ricostruita nel 1682 in seguito al danneggiamento subito dall'antica cappella nel 1546. L'edificio possiede una facciata strutturata su due livelli separati da una cornice marcapiano. L'ordine inferiore, spartito da lesene doriche, accoglie il portale d'ingresso con ai lati due nicchie timpanate. L'ordine superiore presenta lesene ioniche e doriche con finestra rettangolare e nicchie poste in asse con quelle sottostanti. Due volute laterali e un frontone sormontato da una croce concludono la facciata. L'edificio è dotato di un piccolo campanile a vela. L'interno ospita l'altare maggiore dedicato alla Madonna delle Grazie, con relativa tela, e quello laterale di Sant'Antonio Abate.

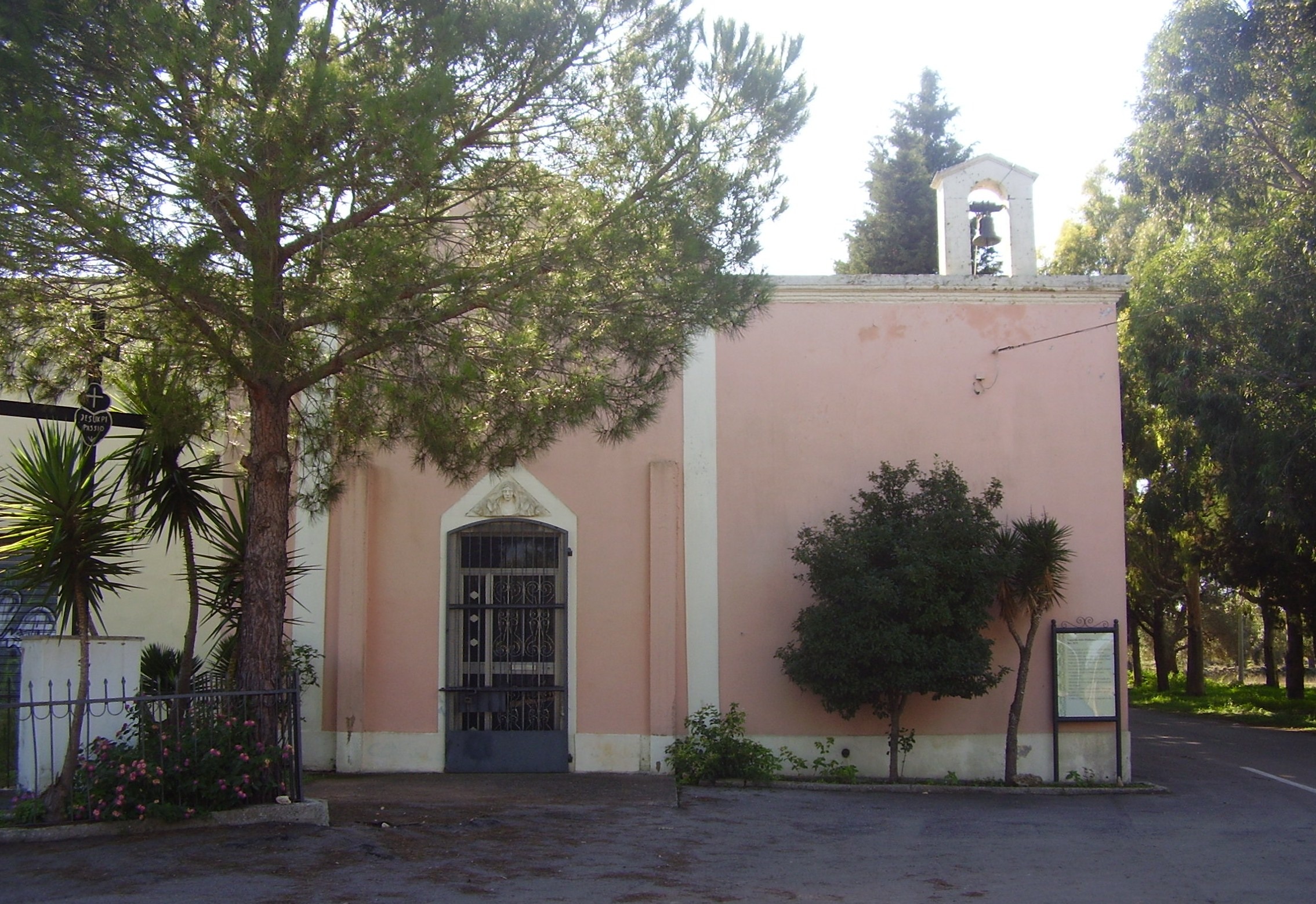
Chiesa Madonna del Pozzino

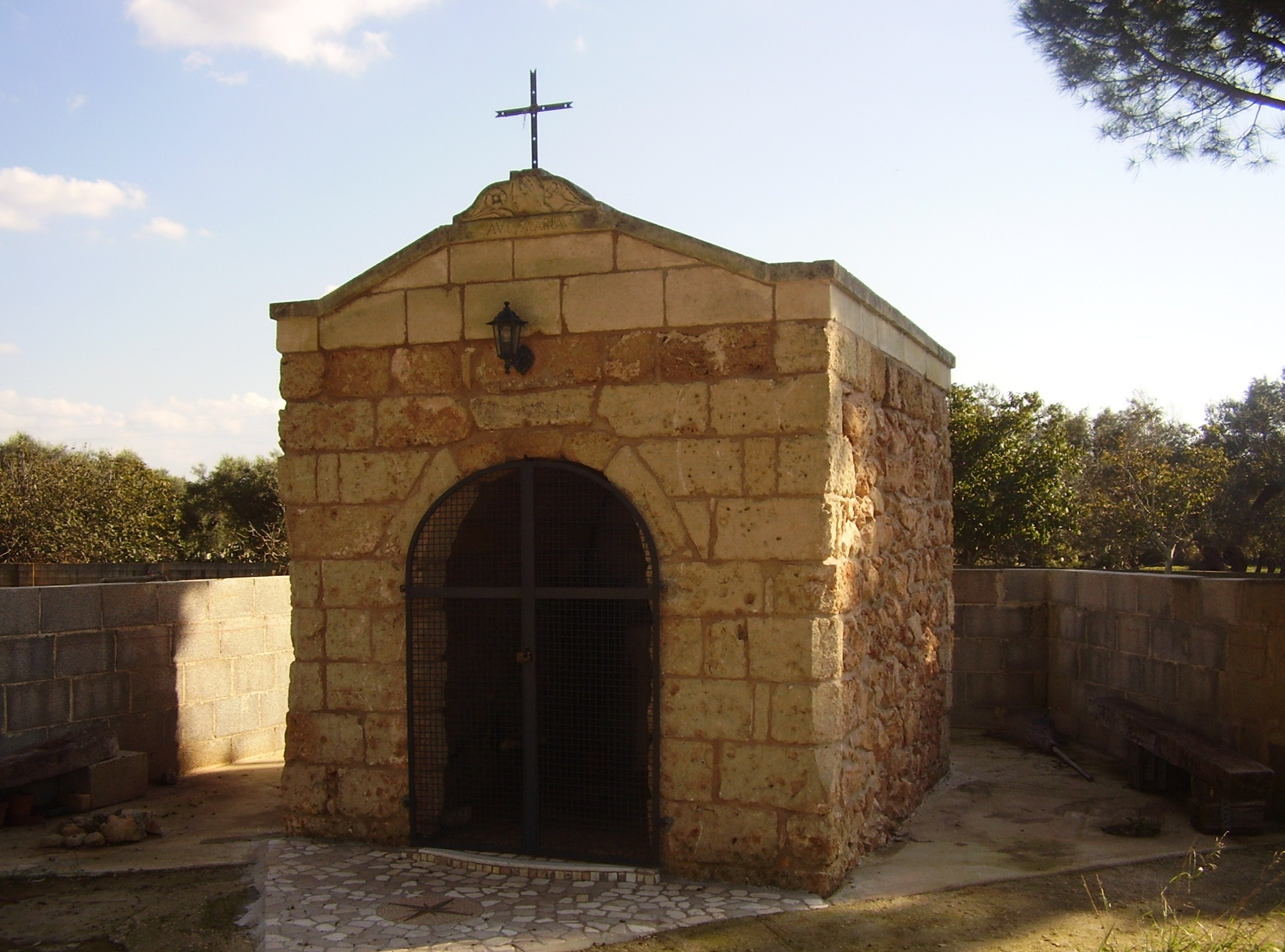
Cappella dell'Immacolata

#### Cappella della Madonna del Pozzino
La cappella della Madonna del Pozzino, intitolata a Santa Maria delle Grazie, risale al XVI secolo e fu restaurata nel 1667. Presenta un
semplice prospetto con timpano recante lo stemma del vescovo Giovanni Battista Castromediano (26 febbraio 1535 - 1552). Sull'estremità del lato destro è collocato un piccolo campanile a vela. L'interno, di modeste dimensioni, ospita un solo altare con la statua della Vergine e alcune tracce degli antichi affreschi risalenti al 1512. Uno di essi fu commissionato da Donna Ricca, una ricca ebrea leccese convertita al cristianesimo. L'edificio fu costruito con funzione di asilo ai pellegrini.

#### Cappella della Madonna dei Fiori
La cappella fu fatta edificare nel 1864 dall'allora arciprete Raffaele De Masi, nel giardino antistante l'abitazione dell'omonima Famiglia. Di impianto neoclassico, presenta un'unica navata con copertura a volta, artisticamenta decorata da motivi floreali realizzati in stucco.

#### Cappella dell'Immacolata
Presenta un semplice prospetto a capanna con un piccolo frontone recante l'immagine del volto della Madonna affiancata da motivi floreali. Al di sotto campeggia la scritta "Ave Maria" incisa sui conci. L'interno, con volta a botte, accoglie l'affresco dell'Immacolata. È ubicata in campagna a circa 3 km dal centro abitato.

## Società

### Evoluzione demografica
Abitanti censiti

### Etnie e minoranze straniere
Al 31 dicembre 2017 a San Pietro in Lama risultavano residenti 129 cittadini stranieri. Le nazionalità più rappresentate erano:

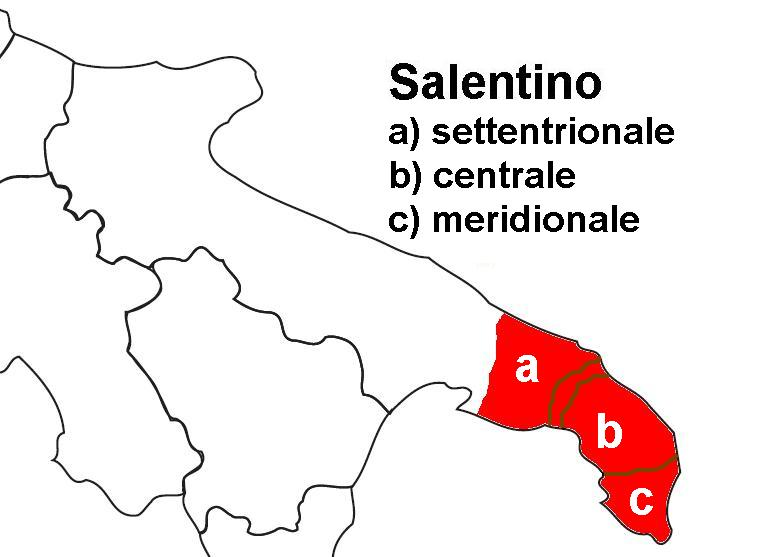
Diffusione del dialetto salentino

- Albania - 36
- Senegal - 26

### Lingue e dialetti
Il dialetto parlato a San Pietro in Lama è il dialetto salentino nella sua variante centrale che corrisponde al dialetto leccese. Il dialetto salentino, appartenente alla famiglia delle lingue romanze e classificato nel gruppo meridionale estremo, si presenta carico di influenze riconducibili alle dominazioni e ai popoli stabilitisi in questi territori nei secoli: messapi, greci, romani, bizantini, longobardi, normanni, albanesi, francesi, spagnoli.

## Cultura

### Istruzione

#### Scuole
Sul territorio del comune di San Pietro in Lama sono presenti una scuola dell'infanzia, una scuola primaria e una scuola secondaria di 1º grado appartenenti al locale Istituto Comprensivo Statale.

### Economia
Gli abitanti del paese sono impegnati nel settore secondario (artigianato, industria, commercio), nel settore terziario (servizi, amministrazione) e nel settore primario dell'agricoltura. Resiste ancora la tradizione della lavorazione della creta con la presenza di artigiani.

## Infrastrutture e trasporti

### Strade
I collegamenti stradali principali sono rappresentati da:
- Strada statale 694 Tangenziale Ovest di Lecce, uscita per Gallipoli;
- Strada statale 101 Salentina di Gallipoli Lecce-Gallipoli.

Il centro è anche raggiungibile dalle strade provinciali interne SP11 Lequile-San Pietro in Lama-Monteroni di Lecce e SP16 Lecce-San Pietro in Lama-Copertino.

## Amministrazione
Di seguito le amministrazioni comunali succedutesi nell'ultimo trentennio in questo comune.
| Periodo           | Periodo           | Primo cittadino          | Partito                               | Carica                  | Note   |
| ----------------- | ----------------- | ------------------------ | ------------------------------------- | ----------------------- | ------ |
| 2 luglio 1985     | 24 giugno 1990    | Tommaso Saponaro         | Partito Comunista Italiano            | Sindaco                 | [ 15 ] |
| 24 giugno 1990    | 24 aprile 1995    | Luigi Vito De Leo        | Democrazia Cristiana                  | Sindaco                 | [ 15 ] |
| 24 aprile 1995    | 21 aprile 1997    | Fernando Antonio Liquori | Centro-destra                         | Sindaco                 | [ 15 ] |
| 21 aprile 1997    | 17 novembre 1997  | Fabio Colapinto          |                                       | Commissario prefettizio | [ 15 ] |
| 17 novembre 1997  | 28 maggio 2002    | Loris Davide Fortunato   | Centro-sinistra                       | Sindaco                 | [ 15 ] |
| 28 maggio 2002    | 29 maggio 2007    | Loris Davide Fortunato   | Lista civica                          | Sindaco                 | [ 15 ] |
| 29 maggio 2007    | 7 maggio 2012     | Salvatore Tondo          | Lista civica                          | Sindaco                 | [ 15 ] |
| 7 maggio 2012     | 8 gennaio 2016    | Salvatore Tondo          | Lista civica Libertà e partecipazione | Sindaco                 | [ 15 ] |
| 8 gennaio 2016    | 5 giugno 2016     | Valeria Pastorelli       |                                       | Commissario prefettizio | [ 15 ] |
| 5 giugno 2016     | 16 settembre 2019 | Raffaele Quarta          | Lista civica                          | Sindaco                 | [ 15 ] |
| 21 settembre 2020 | in carica         | Vito Pietro Mello        | Lista civica                          | Sindaco                 | [ 15 ] |